# 那达慕

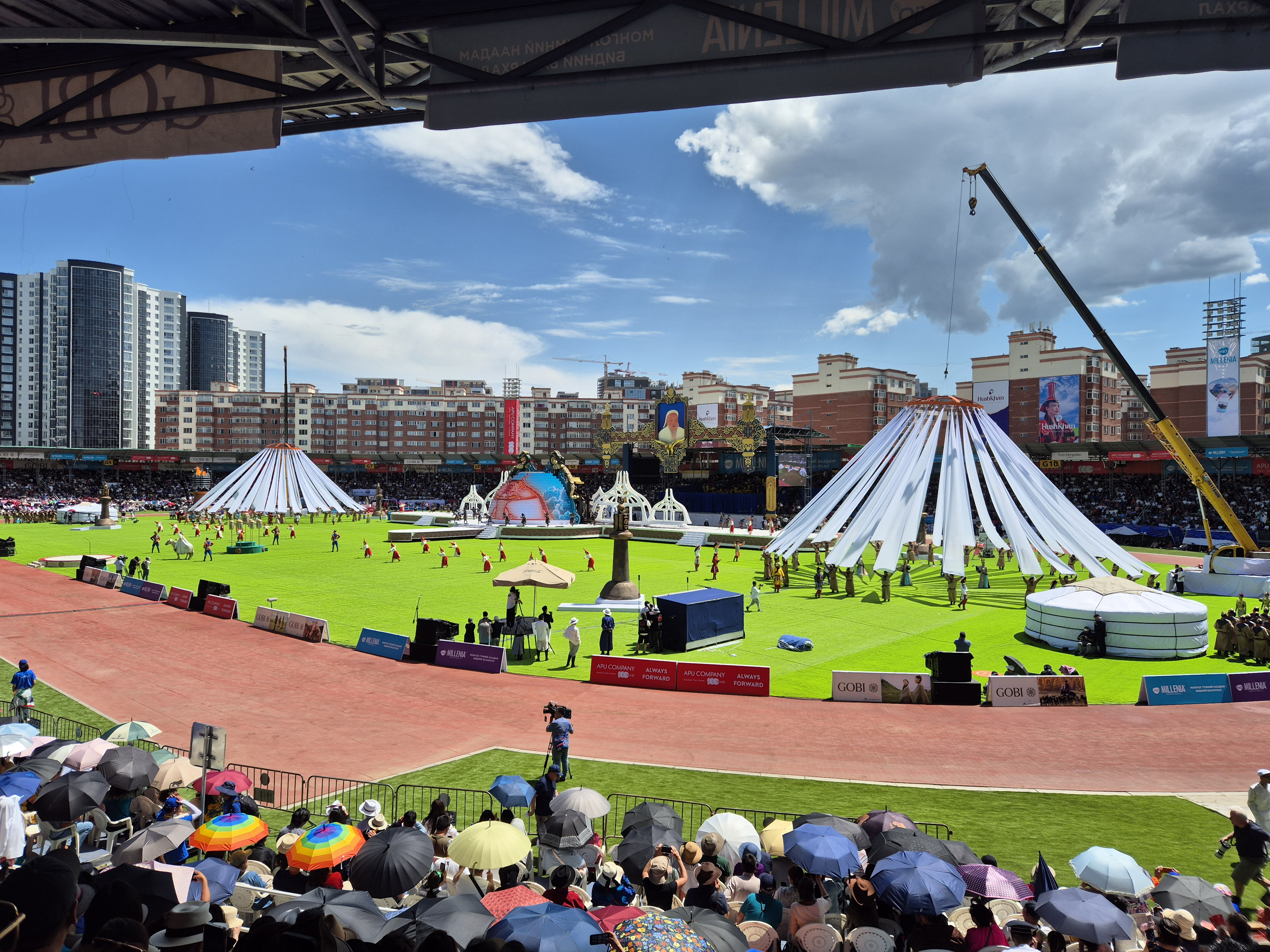
2024年，乌兰巴托国庆伊赫那达慕大会开幕式

那达慕（转写：Naɣadum[ˈnaːdəm]），意为“競技”或“比賽”，为蒙古族一年一度的传统體能運動竞技节日，从传统宗教仪式“敖包塔克勒根”（敖包祭拜）发展而来，一般于每年7月至8月间举行。過去只会在蒙古国和内蒙古自治区等地舉行，而北京、哈爾濱等大城市亦會有蒙古族人舉辦那达慕大會。

## 历史
成吉思汗于1206年统一蒙古后，除舉行首領大會制定法律等事宜外，每年于7月至8月草原水草丰美之时举行忽里勒台聚会，在会上进行搏克、射箭或者赛马的其中一種竞赛。最早記載那达慕活動的是銘刻在崖上的《成吉思汗石文》。据其记载，成吉思汗于1206年为纪念完成蒙古統一，在「不哈速赤忽」（今俄罗斯外贝加尔一带）举行了一次那达慕大会，会上进行了射箭竞技。在這次比賽中，成吉思汗的侄子也松格在335步外射中目標。13世紀成書的《蒙古秘史》亦多處提到射箭的比賽場面。后來蒙古帝国将摔跤、射箭、赛马定为“男子三艺”，要求每名蒙古族男子都必须操习。
清代蒙古各部的那达慕已发展成为官方组织的定期活动，其規模、形式及內容均有所成長，當時各蒙古族王公的苏木、旗和盟均定期自行组织那达慕。
古代的那達慕大會一直是蒙古族王公、貴族牧主及富商的活動。中國大陸於1949年後正式開放予蒙古族平民，同時這個節日亦促進了物資交流及文化科學知識的融合。

## 形式
早期各部落舉辦那达慕大會時只會挑選男兒三藝：摔跤、射箭、赛马的其中一種作競賽，同時還要在大會期間要進行大規模祭祀活動，喇嘛們焚香點燈，唸經頌佛，祈求神靈保祐。現時那达慕大會比賽已加入其他民族傳統項目，例如：賽布魯（投擲比賽）、套馬及蒙古象棋等，而部分地方更會引進現代的運動項目，例如田徑、排球及籃球等。
那达慕大會有各式各樣的文化活動。過去，漢族、回族及達斡爾族人都會身穿節日盛裝出席。而近代，大會中有蒙古長調、馬頭琴的文藝晚會，亦有、歌舞、影視放映、推廣科技、帕日吉、沙塔尔、宝根·吉日格等吉日格，現時的那达慕大會被包裝成一項旅遊項目。

## 现状
現行规模最大的那达慕是蒙古国举行的国庆日伊赫那达慕大会，首届国庆伊赫那达慕大会于1921年在阿拉坦布拉格策根陶勒蓋（Tesregtolgoi）廣場舉行，由苏赫·巴托尔主持召开。每年7月11日至7月13日在首都乌兰巴托举行，由蒙古国国庆那达慕委员会统筹举办。每年7月11日，乌兰巴托会举行盛大开幕仪式，其后举行3项竞技比赛。其中赛马和射箭也对女选手开放參加。摔跤比賽勝出者被人們公認为強壯、聰穎、鶴立雞群和衷心于傳統文化；射箭比賽勝出者被人們公認為堅毅、有耐性；賽馬比賽中勝出的騎手（通常是小孩兒），被讚賞為速度快和萬人之首。5匹在比賽中勝出的馬將會被灑馬奶酒及以詩詞和音樂讚頌。
在蒙古国、俄羅斯布里亞特和卡爾梅克等共和國及内蒙古各地区，每年7月至8月间也会举行规模不等、各自独立的那达慕大会。俄罗斯图瓦共和国也会在每年8月15日举行那达慕大会。在内蒙古地区的那达慕大会上，女子也可以参加摔跤比赛。

### 資料
- 香港文汇报 2007年7月30日 A28版 内蒙古成立60周年专辑三之三文化旅游篇
- 柏宇等編, (2003), 中外節日紀念日大全, 北京:中國林業出版社

## 延伸阅读
- Official Program of National Naadam Festival （页面存档备份，存于） 蒙古国《乌兰巴托邮报（英语：UB Post）》報導
- 国庆“伊赫那达慕” 蒙古国的狂欢节[永久]
- 蒙古文化论坛有关那达慕的帖子
- 青城驿站--中国蒙古学个人网站
- 蒙古情--中国蒙古学网站 （页面存档备份，存于）